# 巴约勒-讷维尔
巴约勒-讷维尔（法語：Bailleul-Neuville，法語發音：[bajœl nøvil]）是法国滨海塞纳省的一个市镇，属于迪耶普区。该市镇于1823年由原市镇巴约勒（Bailleul）和欧讷河畔讷维尔（Neuville-sur-Eaulne）合并而成。

## 地理
巴约勒-讷维尔（49°48'35"N, 1°25'21"E）面积13.14 平方千米，位于法国诺曼底大区滨海塞纳省，该省份为法国北部沿海省份，其西部及北部濒大西洋英吉利海峡，东起顺时针与索姆省、瓦兹省、厄尔省和卡爾瓦多斯省接壤。
与巴约勒-讷维尔接壤的市镇（或旧市镇、城区）包括：巴约莱、克莱、克鲁瓦达勒、福雷欧维尔、圣皮埃尔-德容基耶尔、斯梅尔梅尼勒。

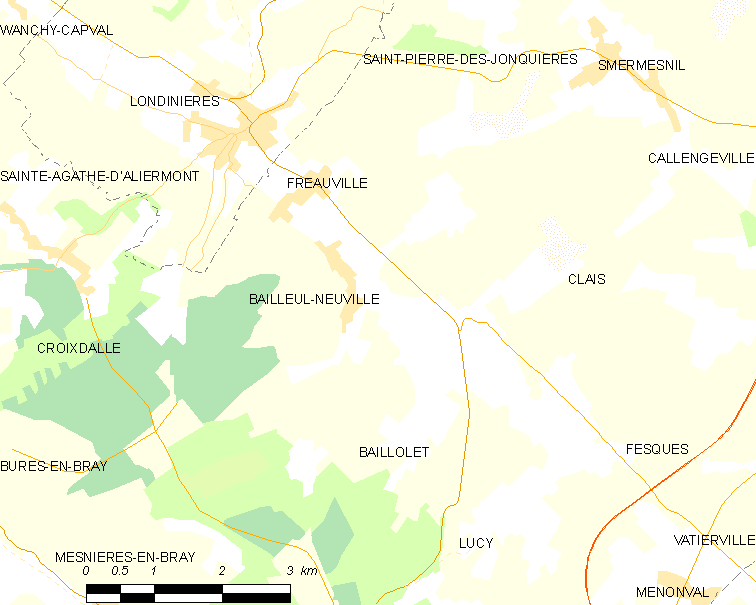
巴约勒-讷维尔的OSM定位图

巴约勒-讷维尔的时区为UTC+01:00、UTC+02:00（夏令时）。

## 行政
巴约勒-讷维尔的邮政编码为76660，INSEE市镇编码为76052。

## 政治
巴约勒-讷维尔所属的省级选区为布赖地区讷沙泰勒县。

## 人口

1962-2008年间巴约勒-讷维尔人口变化图示

巴约勒-讷维尔于2022年1月1日时的人口数量为221人。